# كولن همفريز
كولن همفريز (بالإنجليزية: Colin Humphreys)‏ (و. 1941 – م) هو فيزيائي 
وهو عضواً في الجمعية الملكية .

## التعليم
تعلم في إمبريال كوليدج لندن

## جوائز
حصل على جوائز منها:
- زميل في الجمعية الملكية
- قائد وسام الامبراطورية البريطانية.
- جائزة كلفن في 2000.